# Maik Wolf
Maik Wolf (* 1979) ist ein deutscher Rechtswissenschaftler und Hochschullehrer mit dem Forschungsschwerpunkt Bürgerliches Recht.

## Leben
Wolf war nach seinem Studium der Rechtswissenschaften von 2004 bis 2012 wissenschaftlicher Mitarbeiter von Franz Jürgen Säcker am Institut für deutsches und europäisches Wirtschafts-, Wettbewerbs- und Regulierungsrecht der Freien Universität Berlin tätig. 2007 wurde er mit einer 2009 veröffentlichten Dissertation zum Thema „Effizienzen und Europäische Zusammenschlusskontrolle. Die wettbewerbsrechtliche Integrationsfähigkeit einer ‚efficiency defence‘ am Beispiel horizontaler Zusammenschlüsse.“ ebendort zum Doktor der Rechte promoviert. 2012 übernahm er an der Freien Universität Berlin die Juniorprofessur für Bürgerliches Recht und Immaterialgüterrecht, zum Wintersemester 2017/18 übernahm er zudem die Vertretung der Professur für Bürgerliches Recht, Kartell-, Energie- und Arbeitsrecht an der Technischen Universität Dresden.
Wolf folgte zum Wintersemester 2021/2022 dem Ruf als Nachfolger von Susanne Augenhofer auf die Professur für Deutsches und Europäisches Zivil- und Wirtschaftsrecht an der Staatswissenschaftlichen Fakultät der Universität Erfurt, nachdem er dort bereits seit dem Sommersemester 2020 Lehraufträge innehatte.

## Schriften (Auswahl)
- mit Franz Jürgen Säcker: Deutsches und europäisches Wettbewerbsrecht case by case.  Verlag Recht und Wirtschaft, Frankfurt am Main 2008, ISBN 978-3-8252-2940-5.
- mit Franz Jürgen Säcker: Integrierte Energieversorgung in geschlossenen Verteilernetzen: Zum Gestaltungsspielraum des Gesetzgebers zur Neuregelung des § 110 EnWG im Lichte des Dritten EG-Energiepakets. Lang, Frankfurt am Main u. a. 2009, ISBN 978-3-631-59821-4.
- Effizienzen und europäische Zusammenschlusskontrolle: Die wettbewerbsrechtliche Integrationsfähigkeit einer „efficiency defence“ am Beispiel horizontaler Zusammenschlüsse; zugleich ein Beitrag zur kritischen Präzisierung eines „more economic approach“. (zugleich Dissertation) Nomos, Baden-Baden 2009, ISBN 978-3-8329-4483-4.
- mit Franz Jürgen Säcker: Kartellrecht in Fällen. Vahlen, München 2010, ISBN 978-3-8006-3689-1.
- mit Franz Jürgen Säcker und Jochen Mohr: Konzessionsverträge im System des europäischen und deutschen Wettbewerbsrechts. Lang, Frankfurt am Main u. a. 2009, ISBN 978-3-631-60605-6.